# Preus Museum
Das Preus Museum in Horten ist das nationale norwegische Museum für Fotografie. Seit 2001 ist es in einem der alten Marinemagazine in Karljohansvern untergebracht.

## Geschichte

### Preus Fotomuseum
Die Ursprünge des Museums gehen auf die Sammlung des Fotografen Leif Preus (1928–2013) zurück, der in den 1980er Jahren Inhaber von Norwegens größtem Fotohandel war. Das 1976 eröffnete Preus Fotomuseum war ursprünglich nur als private Ausstellung für Angestellte und speziell Interessierte gedacht, erregte aber schon bald internationale Aufmerksamkeit. Die Ausstellung wuchs und wurde durch Einkäufe bei internationalen Auktionen und bei den Künstlern direkt ergänzt. 1977 wurde das Preus Fotomuseum bei den Wahlen zum Europäischen Museum des Jahres als besonders empfohlen ausgezeichnet.

### Nationales Fotomuseum
Im Mai 1994 beschloss das norwegische Parlament einen Vorschlag des Kulturministeriums zur Etablierung eines nationalen Museums für Fotografie durch den Kauf der privaten Preus-Sammlung, die zu diesem Zeitpunkt rund 4 000 Fotografien verschiedener Künstler, 2 000 Kameras und Zubehör, 13 000 Bücher und Zeitschriften sowie ein Archiv mit etwa 43 000 Dokumenten umfasste. Den größten Teil des Kaufpreises von 46 Millionen Kronen übernahm der Staat, einen kleineren Anteil die Provinz Vestfold und die Gemeinde Borre (heute Horten), die sich gleichzeitig verpflichtete, Räumlichkeiten in der ehemaligen Marinebasis Karljohansvern herzurichten und dem Museum zur Verfügung zu stellen.
1995 eröffnete das Norsk museum for fotografi – Preus fotomuseum mit Leif Preus als erstem Direktor, wie im Parlamentsbeschluss vereinbart. 2001 zog die Sammlung in die vom Architekten Sverre Fehn umgebauten Räumlichkeiten in der vierten Etage des Magazin A in Karljohansvern und vier Jahre später änderte das Museum seinen Namen in Preus Museum.

## Ausstellung
Die Dauerausstellung des Museums "En fotohistorie" (Eine Fotogeschichte) zeigt die Geschichte der Fotografie von der Camera Obscura bis zur modernen Digitalfotografie. In zwei Galerien werden wechselnde Ausstellungen zu verschiedenen Fotografen, Epochen und Themen gezeigt. Zusätzlich gibt es eine Fachbibliothek mit etwa 30 000 Büchern, sowie einen eigenen Fotokonservator.